# Tangkil (Caringin)
Tangkil is een bestuurslaag in het regentschap Bogor van de provincie West-Java, Indonesië. Tangkil telt 8769 inwoners (volkstelling 2010).